# A sud-ovest di Sonora
A sud ovest di Sonora (The Appaloosa) è un film western del 1966 diretto dal regista Sidney J. Furie, con protagonisti Marlon Brando e John Saxon.

## Trama
Reduce della Guerra di Secessione, Matt Fletcher (Marlon Brando), proprietario di un cavallo di razza Appaloosa, torna a casa 
sognando di diventare un allevatore di cavalli, nella cittadina dove è nato, al confine tra Texas e Messico. Il suo prezioso cavallo viene però rubato da un bandito messicano, Chuy Medina, nei pressi della città di confine di Ojo Prieto.

Matt inizia a dare la caccia al bandito per riprendersi il cavallo rubato, ma si trova ad affrontare maggiori difficoltà di quelle che aveva preventivato: durante un'incursione nel villaggio in cui vive Medina, viene catturato e costretto ad un combattimento di braccio di ferro, con una particolare variante: vengono posizionati due scorpioni sul tavolo, in modo che il perdente venga punto a morte. Fletcher cerca di resistere ma, quando si rende conto di non poter battere l'avversario, sceglie di perdere battendo violentemente il braccio sul tavolo, sperando in questo modo di uccidere lo scorpione prima che questo possa inoculargli il suo veleno mortale. L'operazione riesce, ma Fletcher viene comunque punto sul braccio ed è lasciato agonizzante, in attesa della morte.
Grazie però alle cure di Trini, la donna di Medina, che inizia ad apprezzare i modi di Fletcher e a disprezzare il suo amante, Fletcher riesce a salvarsi. La ragazza lo assiste nella convalescenza con l'aiuto di un anziano contadino, che per questo in seguito verrà ucciso da Medina. Il progressivo susseguirsi di eventi sempre più violenti, conduce alla decisione finale di Fletcher, che si trova a dover scegliere se salvare Trini o il suo amato Appaloosa; resosi conto che Trini, per lui, ormai conta più del cavallo, sceglie di sacrificare il suo amatissimo Appaloosa pur di salvare la ragazza: lascia andare il cavallo sperando così di far uscire allo scoperto Chuy, nascostosi in un bosco. Lo stratagemma funziona perché Chuy deve alzarsi dal suo nascondiglio per mirare al cavallo: il riflesso del sole sul suo fucile tradisce la sua posizione, consentendo a Fletcher di sparare al lampo che vede tra gli alberi e uccidere il bandito.

Fletcher e Trini attraversano la frontiera con il Messico, assieme all'Appaloosa per iniziare una nuova vita.

## Premi e riconoscimenti
- 1967 - Golden Globe
  - Miglior attore non protagonista a John Saxon
- 1967 - Western Heritage Awards
  - Premio speciale a Sidney J. Furie, Robert MacLeod, John Saxon, Anjanette Comer e Marlon Brando

## Critica
Secondo il Morandini la prestazione di Marlon Brando risulta un po' pesante ed "arrugginita" ed il film, in generale, "speciosamente formalistico". Risultano invece ottimi il comparto fotografico (di Russell Metty) e gli ultimi 15 minuti.